# Tommy Lucchese

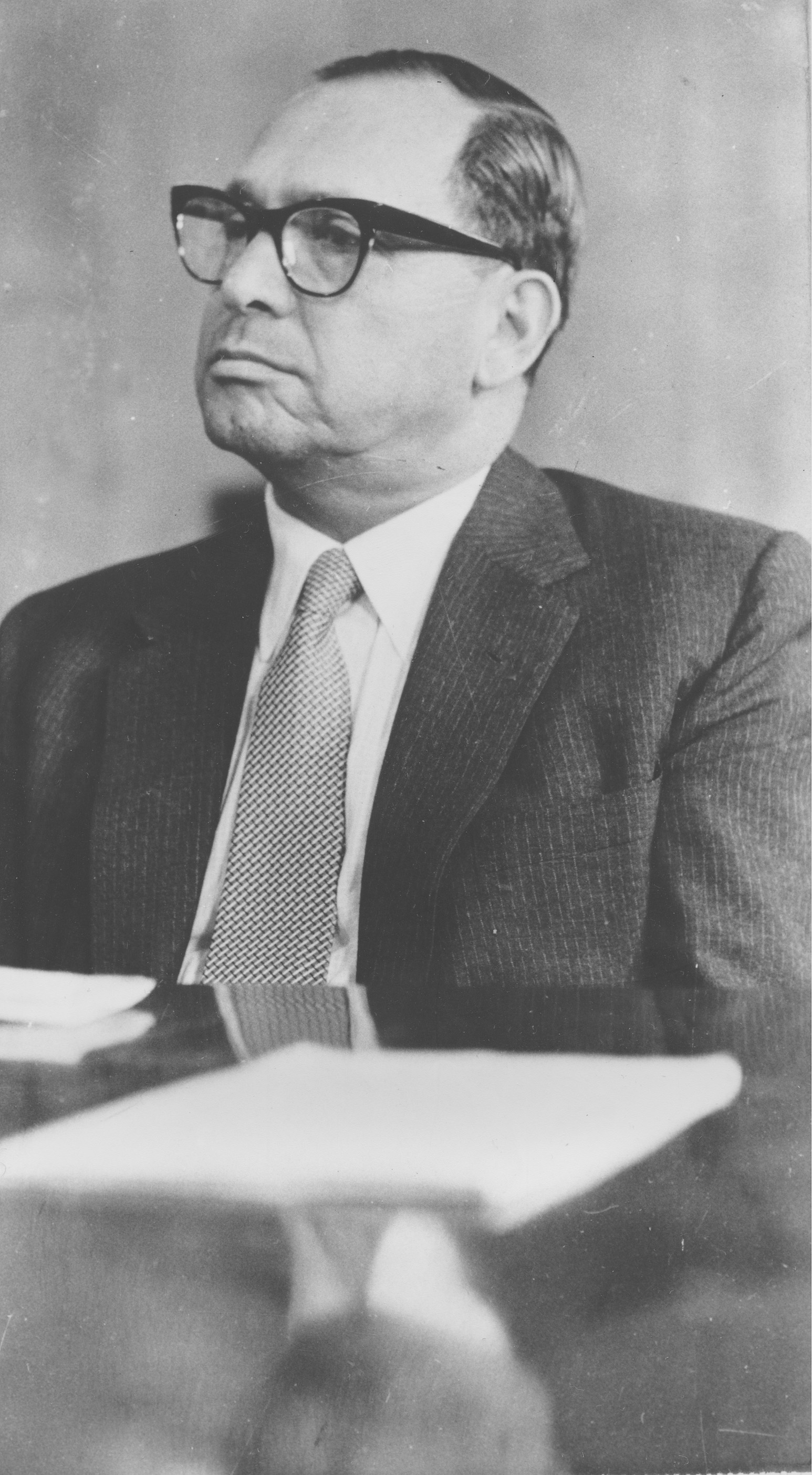
Tommy Lucchese (1958)

Gaetano „Tommy“ Lucchese, auch „Three Finger Brown“ genannt (* 1. Dezember 1899 in Palermo, Sizilien; † 13. Juli 1967 in Lido Beach, New York), war ein berüchtigter Mobster der US-amerikanischen La Cosa Nostra und wurde Anführer einer Bande, die unter ihm als Lucchese-Familie klassifiziert wurde und eine der Fünf Familien von New York ist.
Trotz seiner relativ geringen Körpergröße und der eher schmalen Statur galt Lucchese als äußerst gewalttätig und soll in über 30 Morde verstrickt gewesen sein. Während seiner Zeit als Anführer gelang es ihm, nicht nur in Verbrecherkreisen respektiert zu werden, sondern auch ein Netzwerk aufzubauen, zu dem staatliche Bedienstete und Politiker gehörten. Auch die New Yorker Bürgermeister William O’Dwyer und Vincent Impellitteri sollen zu seinen Kontakten gezählt haben.

## Leben

### Frühe Jahre
Der als Gaetano Lucchese in Palermo geborene Lucchese wanderte während des ersten Jahrzehnts des 20. Jahrhunderts in die Vereinigten Staaten ein. 1915 verlor er bei einem Arbeitsunfall einen Finger, was ihm in Anlehnung an den damals bekannten Baseballspieler Mordecai Brown den Spitznamen „Three Finger Brown“ einbrachte. Mit 18 Jahren gründete er ein Fensterputzerunternehmen, das ihm als Deckmantel für Schutzgelderpressungen diente. In seinen jungen Jahren wurde er sehr häufig verhaftet, u. a. weil er Verdächtiger in diversen Mordfällen war. Es gelang ihm jedoch fast immer eine Verurteilung zu vermeiden.

### Der Krieg von Castellammare
Als 1930 der Krieg von Castellammare zwischen den Mafiabossen Joseph Masseria und Salvatore Maranzano ausbrach, war Lucchese der Hauptgehilfe Gaetano „Tom“ Reinas, dem jener Zweig von Masserias Organisation unterstand, aus dem sich später unter ihm die Lucchese-Familie entwickeln sollte.
Reina wurde im Februar 1930 vermutlich von Vito Genovese, dem späteren Oberhaupt der Genovese-Familie, ermordet und von Masseria durch Joseph Pinzolo ersetzt. Lucchese konnte sich mit dieser Personalentscheidung Masserias nicht anfreunden, da er Pinzolo als Außenseiter betrachtete. Dies führte letztlich zur Ermordung Pinzolos. Da Masseria die Tat seinem Kontrahenten Maranzano zuschrieb, ging Lucchese ungeschoren aus dem Machtkampf hervor.
Lucchese und sein Kumpan Gaetano „Tommy“ Gagliano ließen sich im weiteren Verlauf des Konfliktes zwischen Masseria und Maranzano von Lucky Luciano dazu überreden, Masserias Lager heimlich zu verlassen. Während Maranzano nun davon ausging, zwei Spione im fremden Lager zu haben, war es doch eigentlich Luciano, demgegenüber die beiden sich verpflichtet fühlten. Sie unterstützten im folgenden Luciano, als dieser Masseria und Maranzano geschickt gegeneinander ausspielte und nach der Ermordung beider schließlich selbst der einflussreichste Mobster der Cosa Nostra wurde. So war Lucchese unter anderem vermutlich direkt an der Planung des Mordes an Maranzano beteiligt, da er Luciano darüber informierte, dass Maranzano Vincent Coll engagiert hatte, Grundinformationen lieferte für die Verkleidung der Maranzano Attentäter (als Steuerfahnder) sowie ebenfalls beim eigentlichen Anschlag direkt zugegen war. Lucchese wurde einer von Lucianos bevorzugten Auftragsmördern.

### Anführer der Lucchese-Familie
Nachdem der Krieg von Castellammare am 10. September 1931 mit der Ermordung Maranzanos sein Ende gefunden hatte, wurde Gaetano Gagliano zum Anführer der seinerzeit von Reina geführten Bande bestimmt. Lucchese wurde Gaglianos Stellvertreter und blieb bis zum Tode Gaglianos im Jahre 1951 in dieser Position. Danach wurde Lucchese, der Gagliano 22 Jahre lang loyal gedient hatte, selbst Anführer der Organisation. Als solcher legte er Wert auf traditionelle Tugenden der sizilianischen Mafia; d. h. ein Maximum an illegalen Gewinnen mit einem Minimum an Aufsehen zu erzielen. Lucchese eröffnete seiner Organisation neue Einnahmequellen aus illegalen Aktivitäten in der Bekleidungsindustrie Manhattans und im zugehörigen Transportgewerbe, indem er wichtige Gewerkschaftsfunktionäre und Unternehmer unter seine Kontrolle brachte. Partner bei diesen Aktivitäten war Harry Rosen und beide verschifften Bekleidung, die im Garment District von New York City hergestellt worden war.

### Späte Jahre
Privat führte Lucchese ein stilles und stabiles Leben. Am 13. Juli 1967 erlag er einem Gehirntumor. An seinem Begräbnis auf dem Calvary Cemetery in Queens nahmen über 1000 Trauergäste teil. Unter ihnen befanden sich Politiker und Polizisten ebenso wie Gangster. Sein Nachfolger als Anführer der Lucchese-Familie wurde zunächst Carmine Tramunti und später Anthony Corallo.

## Familie Luccheses
- Maria Lucchese – Tommy Luccheses Mutter
- Giuseppe Lucchese – Tommy Luccheses Vater
- Joseph „Joe Brown“ Lucchese – Tommy Luccheses jüngerer Bruder. Capo der Lucchese-Familie. Verwickelt in illegale Glücksspielgeschäfte.[1][2][3][4]
- Robert Lucchese – Sohn von Tommy Lucchese. Robert machte an der United States Military Academy in West Point sein Offizierspatent und diente als Leutnant in der US Air Force.[5] Robert und Thomas Gambino kontrollierten Speditionsunternehmen im Garment District.[6]
- Thomas F. Gambino – Sohn von Carlo Gambino und Schwiegersohn Tommy Luccheses durch seine Ehe mit der Tochter Frances. Thomas Gambino war Capo in der Gambino-Familie.[6][7]
- Joseph „Joe Palisades“ Rosato – Schwager Tommy Luccheses durch seine Ehe mit der Schwester Rose. Er war Capo in der Lucchese-Familie.[8][4]

## Adaptionen
1981 wurde Lucchese in der TV-Serie The Gangster Chronicles und in dem Film Bis zum letzten Schuß (Gangster Wars) von Jon Polito dargestellt. In der dritten Staffel von Godfather of Harlem spielte ihn Bo Dietl.